# Maria do Céu Antunes
Maria do Céu de Oliveira Antunes Albuquerque (ur. 10 lipca 1970 w Abrantes) – portugalska polityk i działaczka samorządowa, w 2019 sekretarz stanu w resorcie planowania, w latach 2019–2024 minister rolnictwa.

## Życiorys
Absolwentka biochemii na Uniwersytecie w Coimbrze, była pracownikiem naukowym tej uczelni. Odbyła też studia podyplomowe z zakresu zarządzania jakością i bezpieczeństwa żywności. Była dyrektorem wykonawczym parku technologicznego, a także członkinią różnych organów konsultacyjnych. Od 2006 wchodziła w skład miejskiej egzekutywy w Abrantes, a w 2009 objęła stanowisko burmistrza tej miejscowości (presidente da câmara municipal), którą zarządzała przez dziewięć lat.
W lutym 2019 nominowana na funkcję sekretarza stanu w resorcie planowania. W październiku 2019 powołana na ministra rolnictwa w drugim gabinecie Antónia Costy. W marcu 2022 została ministrem rolnictwa i żywności w trzecim rządzie dotychczasowego premiera. Stanowisko to zajmowała do kwietnia 2024.
W 2019 i 2022 z ramienia Partii Socjalistycznej uzyskiwała mandat posłanki do Zgromadzenia Republiki.